# PATH (Toronto)

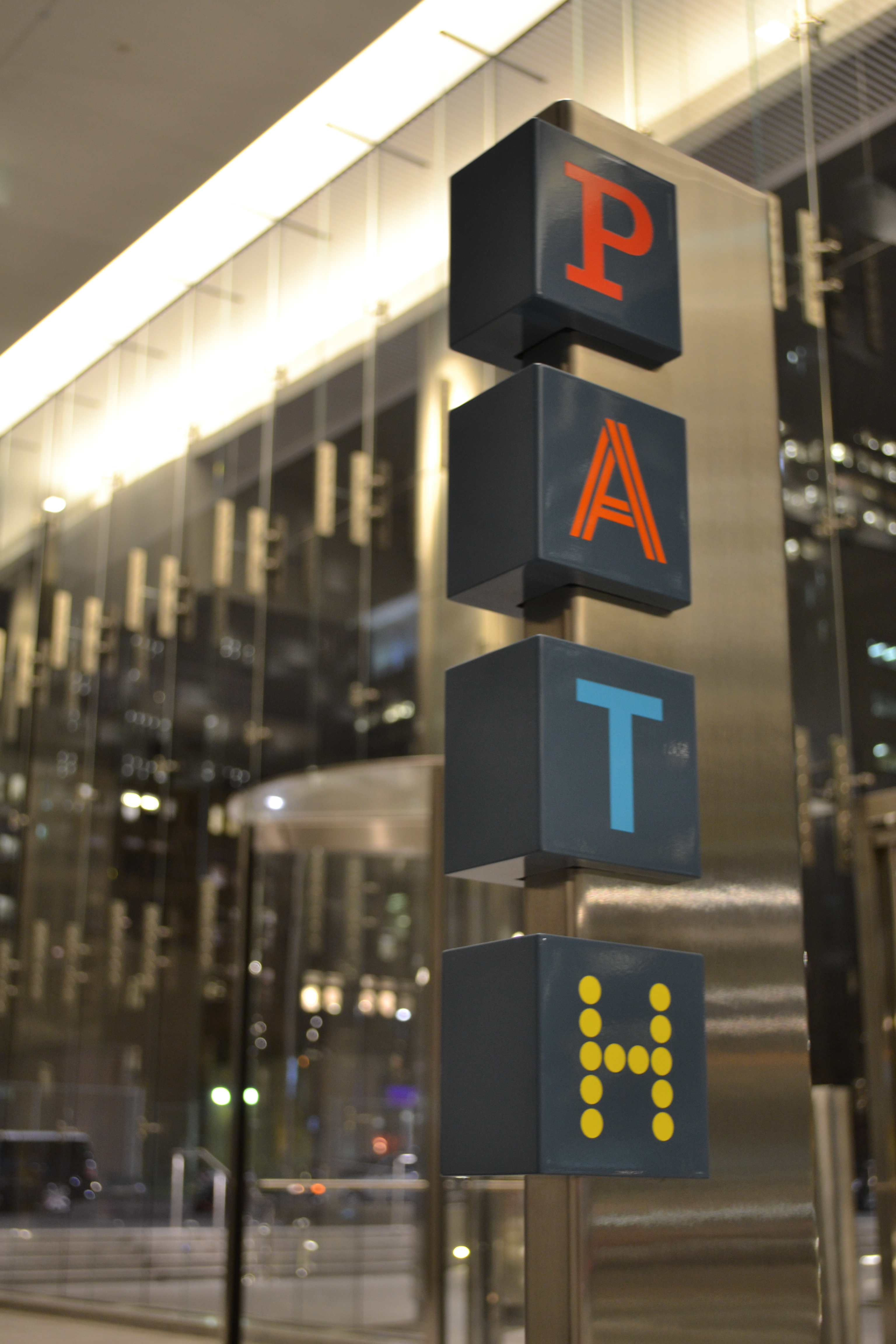
Signalétique d'entrée et de sortie du PATH de Toronto

Le PATH est un réseau de 28 kilomètres de souterrains pédestres sous la ville de Toronto, en Ontario, au Canada. Reliant immeubles de bureaux, stationnements, centres commerciaux et stations de métro, il serait, selon le Livre Guinness des records, le plus grand complexe commercial souterrain du monde, avec une surface de 371 600 m² d'espace commercial. Pourtant le Montréal souterrain de la ville de Montréal, appelé RÉSO, à 32 km de galeries marchandes, de tunnels et de commerces. 
Les origines du réseau souterrain de Toronto remontent à 1900, lorsque le Eaton's, la plus grande chaîne de grands magasins canadienne de l'époque, décide de construire un tunnel souterrain sous la rue James Street, permettant ainsi à ses clients de passer du magasin principal, situé au coin de Yonge Street et Queen Street, à l'annexe du Eaton situé derrière l'ancien Hôtel de ville, sans sortir dans la rue.